# Yuriko Shima
Yuriko Shima (島 由理子 Shima Yuriko?), är en japansk tidigare fotbollsspelare.
Yuriko Shima debuterade för Japans landslag den 7 juni 1981 i en 0–1-förlust mot Taiwan. Hon spelade 4 landskamper för det japanska landslaget. Hon deltog bland annat i Asiatiska mästerskapet i fotboll för damer 1981.